# Raja Lubinetzki
Raja Lubinetzki (* 6. Dezember 1962 in Kropstädt) ist eine deutsche Lyrikerin und Malerin.
Lubinetzki ist die Tochter einer deutschen Mutter und eines Studenten aus Kamerun. Nach einer Schriftsetzerlehre lebte sie in der Künstler- und Literatenszene am Prenzlauer Berg. 1987 stellte sie einen Ausreiseantrag und übersiedelte nach West-Berlin. Sie lebt in Berlin-Kreuzberg.

## Würdigungen
- 2002 Arbeitsstipendium der Stiftung Kulturfonds
- 2004 Arbeitsstipendium für Berliner Autoren der Senatsverwaltung für Wissenschaft, Forschung und Kultur

## Werke
- mit Andreas Koziol: Gedichte. Künstlerbuch, Berlin 1985.
- Magie. Gedichte und Grafik. Künstlerbuch-Autorenedition, 1985.
- Innen hör ich Schall. Graphik von Petra Schramm. Künstlerbuch-Autorenedition, 1989.
- Der Tag ein Funke. Aus dem Tagebuch des Logik Verfalls. Gedichte, Zeichnungen. Janus Press, Berlin 2001, ISBN 3-928942-66-2.
- Das leidige Hindernis. Prosa & Lyrik. Projekte-Verlag Cornelius, Halle (Saale) 2013, ISBN 978-3-95486-397-6.
- Der barfußne Tag. Lyrik, Zeichnungen. Distillery Verlag, Berlin 2019, ISBN 978-3-941330-50-4.

als Herausgeberin:
- Walter Munke: Zweimal um die Ecke. Pro Business, Berlin 2015, ISBN 978-3-86386-870-3.